# Johann Lüneburg († 1529)
Johann Lüneburg (* Lübeck; † 2. August 1529 ebenda) war ein Lübecker Ratsherr des 16. Jahrhunderts.

## Leben
Johann Lüneburg war Sohn des gleichnamigen Lübecker Bürgers Johann Lüneburg († 1493) und dessen Frau Catharina, geb. Leve († 1519), der Tochter des Strander Stallers Laurens Leve. Johann Lüneburg wurde 1515 gemeinsam mit dem Fernkaufmann und späteren Ratsherrn Hinrich Kerckring und dem aus Nürnberg stammenden Fernkaufmann Mathias Mulich Mitglied der einflussreichen Zirkelgesellschaft (Mitgliedsnummer 284); die Annalen der Zirkelgesellschaft verzeichnen ihn zur Abgrenzung von anderen Mitgliedern gleichen Namens, z. B. Johann Lüneburg († 1531), mittelniederdeutsch als „Hans Luneborch Caterinen Sone achter S. Jacob“; andere Quellen bezeichnen ihn als „der Krause“. Der erste Namenszusatz lässt den Rückschluss auf seinen Wohnsitz hinter der Jakobikirche also in der Königstraße zu; aufgrund des derzeitigen Standes der Lübecker Hausforschung wird er im Haus Königstraße 5 gewohnt haben, also zwischen Berthold Kerkring und Nikolaus Broemse. Die heute dokumentierten Malereien im Hause aus dieser Zeit dürften daher auf Johann Lüneburg als Auftraggeber zurückgehen. Er wurde 1527 in den Rat der Stadt erwählt. Er war verheiratet mit Anna Kortsack (Herb Gryf), der Schwester der zweiten Frau von Mathias Mulich. Johann Lüneburg starb am Englischen Schweiß. Er wurde neben seiner Mutter unter einer dokumentierten, aber nach dem Abbruch 1806 nicht mehr erhaltenen steinernen Wappengrabplatte im Chor der Klosterkirche des St.-Johannis-Klosters begraben.
Sein Sohn war der Lübecker Bürgermeister Hieronymus Lüneburg. Seine Tochter war mit dem Ratsherrn Heinrich Brömse (1507–1563), einem Neffen von Nikolaus Brömse, verheiratet.